# Rothätta
Rothätta (Mycena megaspora) är en svampart som beskrevs av Kauffman 1933. Enligt Catalogue of Life ingår Rothätta i släktet Mycena,  och familjen Mycenaceae, men enligt Dyntaxa är tillhörigheten istället släktet Mycena,  och familjen Favolaschiaceae. Arten är reproducerande i Sverige. Inga underarter finns listade i Catalogue of Life.

## Källor

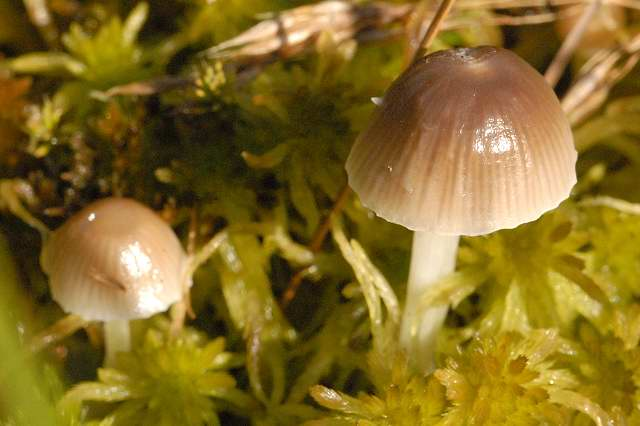
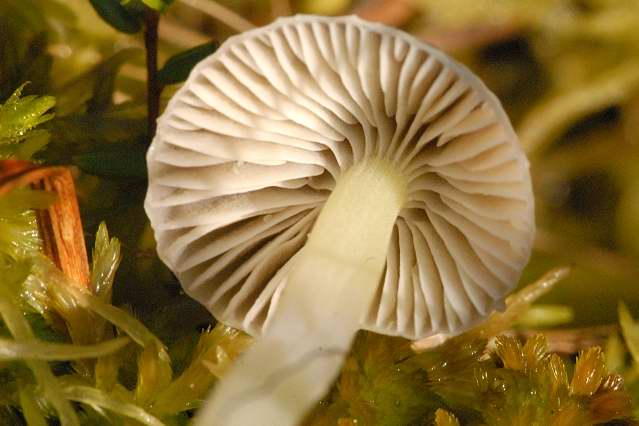
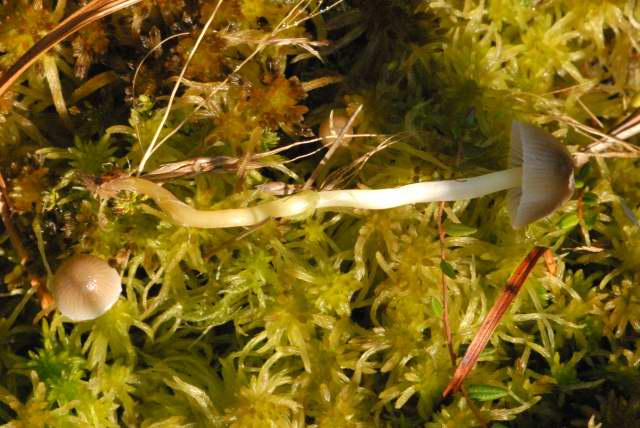